# Jean Pellerin (journaliste)
Pour les articles homonymes, voir Jean Pellerin et Pellerin.
Jean Pellerin, né le 26 janvier 1917 à Grand-Mère, dans la région de la Mauricie, et mort le 13 janvier 2001 à Montréal, est un journaliste, romancier, essayiste et dramaturge québécois. 

## Biographie

### Enfance et jeunesse
Fils de Félix Pellerin et d’Yvonne Auger, il passe son enfance dans le milieu rural de la Mauricie. D’origine acadienne, l’ancêtre de Jean Pellerin a été victime du Grand Dérangement au milieu du XVIIIe siècle et déporté dans la région de Boston, un passé que Jean Pellerin raconte dans un roman autobiographique à base historique sorti en 1988, Gens sans terre,. 

### Études
Il fait des études au Juvénat de Sainte-Anne-de-Beaupré et au Séminaire de Trois-Rivières. « Les études classiques furent pour moi une Alma Mater dans la plénitude du terme », écrit-il.
Il épouse Madeleine Beaulieu le 15 août 1942 à Grand-Mère. Le couple aura cinq enfants.

### Journaliste
En 1952, il est directeur du bulletin Alerte, organe de la Société Saint-Jean-Baptiste de Trois-Rivières et collaborateur au quotidien montréalais Le Devoir, au journal Le Bien public, et au journal Notre temps,,,,. 
En 1956, il est réalisateur au service des Affaires publiques de Radio-Canada ; il est également scénariste et dialoguiste pour l'émission Le Grand Duc et la série télévisée D’Iberville.
De 1964 à 1982, il est journaliste à La Presse où il est chroniqueur à la section politique internationale ; à ce titre, il est affecté à la couverture de la guerre du Viêt Nam où il s’était rendu. Il couvre également, en 1968, l’assassinat du pasteur Martin Luther King, Jr. et fait des reportages en Israël, à Washington, Memphis, Atlanta et New York ; de 1970 à sa retraite en 1981, il exerce la fonction d’éditorialiste.
Il est codirecteur avec Pierre Vallières (janvier 1964 à mars 1964) puis directeur seul (avril 1964 à juillet 1966) de la revue Cité libre et il collabore aux Cahiers de Cité libre comme rédacteur puis secrétaire de la rédaction de 1966 à 1971 (dernière parution des Cahiers de Cité libre).

### Écrivain
Jean Pellerin a écrit et publié de nombreux ouvrages, notamment le roman Le Diable par la queue (1957) et l'essai Le Phénomène Trudeau (1972).

## Œuvres

### Romans
- Le Diable par la queue, Montréal : Le Cercle du Livre de France, collection Nouvelle-France, 1957, Worldcat : http://www.worldcat.org/oclc/3254435
- Un soir d'hiver, Montréal : Le Cercle du Livre de France, 1963 : Worldcat : http://www.worldcat.org/oclc/11152556
- Gens sans terre, Montréal : Éditions P. Tisseyre, 1988, Worldcat : http://www.worldcat.org/oclc/18380384

### Novélisation
- D'Iberville, Montréal : Éditions du Jour, série Éditions Ici Radio-Canada, 1968, Worldcat : http://www.worldcat.org/oclc/4242378

### Essais
- La Faillite de l'Occident; ou Le complexe d'Alexandre, Montréal : Éditions du jour, collection Les Idées du jours, 1963, Worldcat : http://www.worldcat.org/oclc/6803578
- Le Calepin du diable : fables et ineffables, Montréal : Les Éditions du Jour, 1965, Worldcat : http://www.worldcat.org/oclc/25435700
- Le Canada ou l'éternel commencement, Paris, Tournai : Casterman, 1967, Worldcat : http://www.worldcat.org/oclc/3105219
- Lettre aux nationalistes québécois, Montréal : Les Éditions du Jour, 1969, Worldcat : http://www.worldcat.org/oclc/293454
- Le XXIe siècle est commencé, Montréal : Les Éditions du Jour, série Cahiers de Cité libre, 1971, Worldcat : http://www.worldcat.org/oclc/483671
- Le Phénomène Trudeau, Paris : Seghers, 1972, Worldcat : http://www.worldcat.org/oclc/315632
- Témoin d’un siècle délirant, Montréal : Westmount, Québec : Éditions R. Davies, 1997, Worldcat : http://www.worldcat.org/oclc/37982925

### Théâtre
- Le Combat des élus (allégorie en trois tableaux) Editions du Nouvelliste, Trois-Rivières, 1950
- Clarella (épisode de la vie de sainte Claire d'Assise), Editions des Compagnons, Trois-Rivières, 1952
- L'Escroc prodigue (téléthéâtre — CBFT), 1957
- Les Oiseaux de nuit (téléthéâtre — CBFT), 1959[note 3]

### Récit de voyages
- Escales au bout du monde, Montréal : Guérin, 2000, Worldcat : http://www.worldcat.org/oclc/46626631

### Biographie
- Journal de mon bord, Montréal : La Presse, 1983, Worldcat : http://www.worldcat.org/oclc/299384560

### Comptes-rendus critiques
Ces comptes-rendus des ouvrages de Jean Pellerin sont extraits de sa biographie publiée dans le Dictionnaire des auteurs de langue française.
- Jean-Charles Bonenfant, « Le Combat des élus », Culture, vol. 12, no 2,‎ juin 1951, p. 198-200
- André Brochu, « Un soir d'hiver », Livres et auteurs canadiens,‎ 1963, p. 31-32
- Albert Doutreloux, « Faillite de l'Occident », Livres et auteurs canadiens,‎ 1963, p. 117-118
- André Mélançon, « Le Calepin du diable de Jean Pellerin », Lectures, vol. II, no 9,‎ mai 1965, p. 249-250
- Pierre de Grandpré, « Le Pain de ménage du malheur quotidien », Dix ans de vie littéraire au Canada français, Montréal : Beauchemin,‎ 1966, p. 118-121
- Charles-Marie Boissonnault, « Le Canada ou l'Éternel Commencement », Livres et auteurs canadiens,‎ 1967, p. 163-164
- Richard Arès, s.j., « Lettre aux nationalistes québécois », Relations, no 345,‎ janvier 1970, p. 29-30
- Réginald Martel, « Un pèlerinage au 19e siècle », La Presse,‎ 27 février 1971, p. D-3
- Gilles Normand, « Le Journal de Jean Pellerin. Le goût de la sérénité », La Presse,‎ 7 mai 1983, B-3